# Línia 5 del metro de Barcelona
La línia 5 o línia blava del metro de Barcelona és una línia de ferrocarril metropolità soterrada que dona servei a les ciutats de Cornellà de Llobregat, Esplugues de Llobregat, l'Hospitalet de Llobregat i Barcelona. La línia es va inaugurar el 21 de juliol de 1959 com a línia II i actualment uneix les estacions de Cornellà Centre i Vall d'Hebron.

Esquema de la línia 5

## Característiques generals
La línia 5 és una línia operada per Ferrocarril Metropolità de Barcelona sota la marca de Transports Metropolitans de Barcelona (TMB). El traçat de la línia és de doble via soterrada, excepte un petit tram al voltant de l'estació i cotxeres de Can Boixeres. Els tallers i les cotxeres es troben a Can Boixeres, Vilapicina i Vall d'Hebron.
Actualment hi circulen trens de la sèrie 5000, que van començar a ser introduïts l'any 2006 fins a substituir totalment els de la sèrie 1000 l'any 2007. Antigament hi havien circulat trens de les sèries 300 i 600.
La línia 5 té una longitud de 18,9 quilòmetres, 26 estacions, 30 trens en hora punta i l'any 2010 s'hi van realitzar un total de 85,4 milions de viatges, de manera que és la tercera línia per volum de viatges després de la L1 i L3.
Municipis coberts
Els municipis coberts per la línia són: Barcelona, Cornellà de Llobregat, l'Hospitalet de Llobregat i Esplugues de Llobregat. A la ciutat de Barcelona transcorre per sis districtes: Eixample, Horta-Guinardó, Nou Barris, Sant Andreu, Sant Martí i Sants-Montjuïc.

### Estacions
Les estacions són majoritàriament amb andanes laterals, excepte Maragall, Horta, el Coll | la Teixonera i Vall d'Hebron que tenen andana central, a més de la Sagrera que inicialment tenia tres andanes, dues de laterals i una central. Les noves estacions de la línia 5 són de les més profundes de la xarxa, a uns 40 metres de profunditat el Carmel i Vall d'Hebron, mentre que el Coll | la Teixonera és l'estació més profunda del metro de Barcelona, a 74 metres.
Les estacions que han sofert un canvi de nom són les següents: Cornellà Centre (Cornellà), Can Boixeres (Buxeras), Can Vidalet (Maladeta), Collblanc (San Ramón), Plaça de Sants (Sants), Sants-Estació (Roma-RENFE), Verdaguer (General Mola), Sant Pau | Dos de Maig (Dos de Mayo primer i Hospital de Sant Pau després) i Congrés (Viviendas del Congreso). La nova estació Ernest Lluch, estrenada el 25 de juliol de 2021, havia d'anomenar-se inicialment Sant Ramon.
La majoria d'estacions, el 88% d'elles (23 de 26), estan adaptades a persones amb mobilitat reduïda, excepte Plaça de Sants, Verdaguer i Maragall. Hi ha un total de deu estacions amb correspondència amb altres línies de metro, tramvia, FGC, trens de rodalia i regionals i autobusos de mitja i llarga distància:
| Estació         | Metro | Altres                   |
| --------------- | ----- | ------------------------ |
| Cornellà Centre |       |                          |
| Ernest Lluch    |       |                          |
| Collblanc       |       |                          |
| Plaça de Sants  |       |                          |
| Sants Estació   |       | Autobús llarg recorregut |
| Hospital Clínic | obres | obres                    |
| Diagonal        |       |                          |
| Verdaguer       |       |                          |
| Sagrada Família |       |                          |
| La Sagrera      | obres |                          |
| Maragall        |       |                          |
| Vall d'Hebron   |       |                          |

## Història

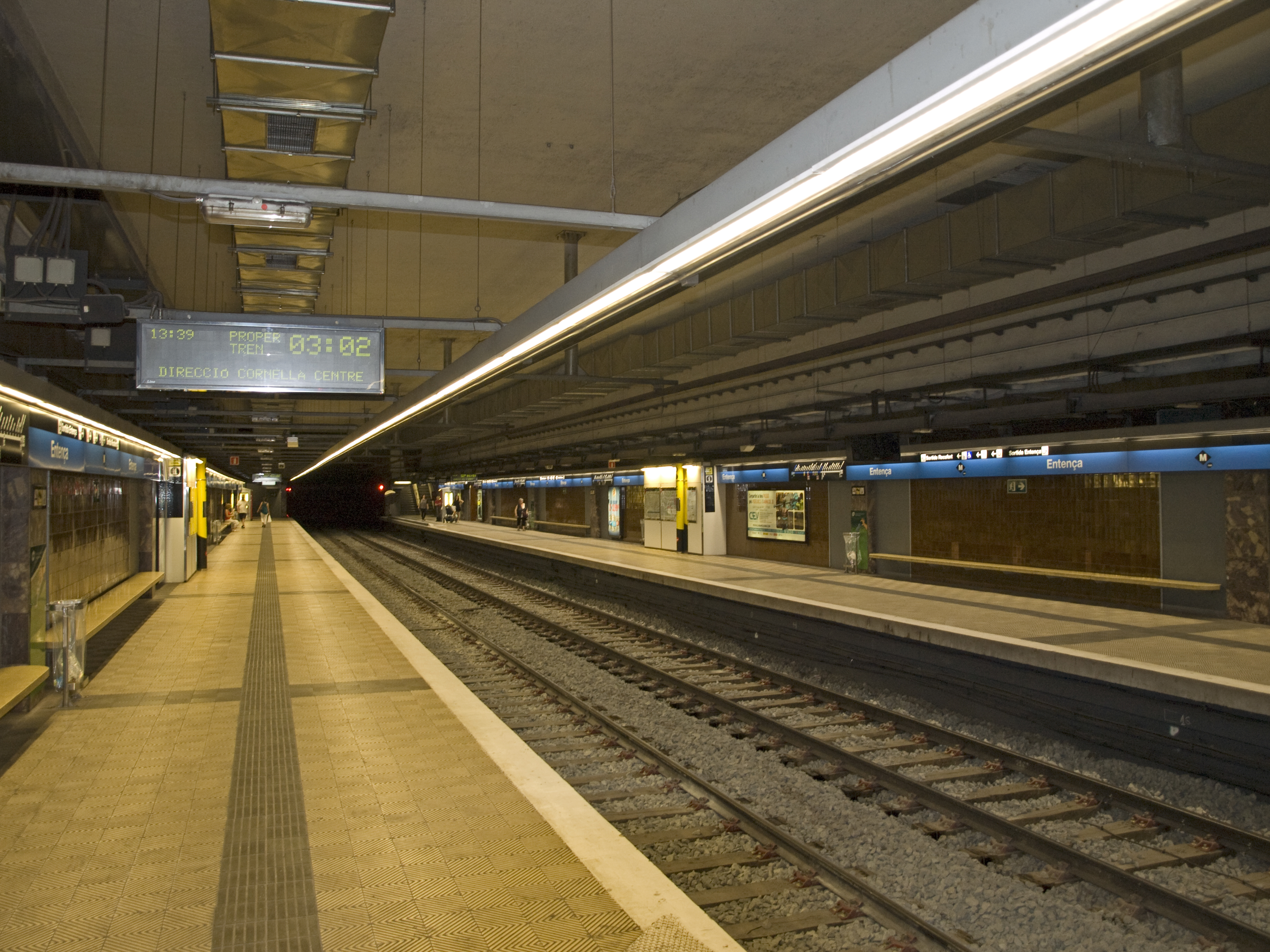
La línia V o Transversal Alt es va inaugurar el 1969 entre Sant Ramon i Diagonal - Passeig de Gràcia.

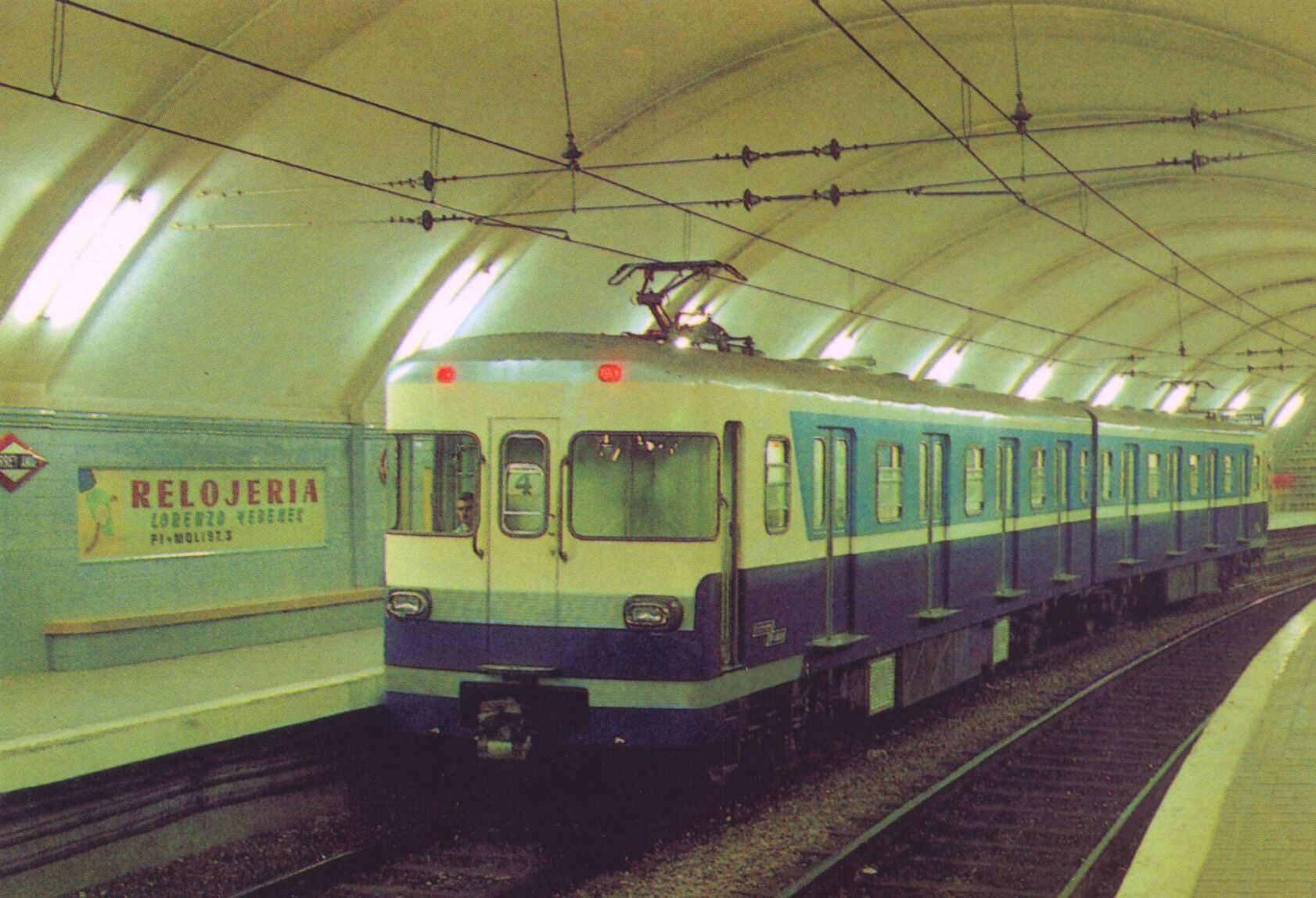
La línia V es va prolongar a La Sagrera i va absorbir la línia II arribant a Horta el 1970.

L'actual línia 5 és fruit de diferents projectes ferroviaris que anaren variant al llarg dels anys unint dues línies, la línia II i la línia V del Ferrocarril Metropolità de Barcelona (FMB). La línia II es va projectar a la dècada de 1950, en un context de postguerra i de municipalització de les companyies ferroviàries urbanes (FMB i GMB) i la línia V es va planificar durant la dècada de 1960, sent modificada diverses vegades en els diferents Plans de Metros.

Esquema cronològic de la línia 5.

### Cronologia
- 1955: S'inicien les obres del ferrocarril Sagrera-Horta, línia II.
- 1959: S'inaugura la línia II entre la Sagrera i Vilapicina.
- 1961: Comencen a circular trens amb un sistema de conducció automàtica.
- 1967: S'amplia amb una estació fins a Horta.
- 1969: S'inaugura el primer tram de la línia V de Sant Ramon (ara Collblanc) a Diagonal - Passeig de Gràcia (ara Diagonal).
- 1970: La línia V s'amplia de Diagonal fins a la Sagrera i s'hi incorpora el tram de la línia II a la línia V. Una solució provisional fins que es van reprendre les obres de la línia II.
- 1973: La Línia V arriba a Pubilla Cases.
- 1976: S'obre el perllongament a Sant Ildefons.
- 1982: Canvi de la numeració romana a aràbiga i del nom d'algunes estacions.
- 1983: La línia 5 arriba a Cornellà.
- 2003: Es canvia el nom de Cornellà a Cornellà Centre.
- 2005: Esfondrament del Carmel durant les obres d'ampliació a Vall d'Hebron; no hi ha víctimes.
- 2007: El març es reprenen els treballs, dos anys després de l'esfondrament, al voltant de les cotxeres de Sant Genís (L3), on se situaria la nova cua de maniobres.
- 2010: El divendres 30 de juliol s'amplia el recorregut de la línia d'Horta a Vall d'Hebron, incorporant-hi tres noves estacions: El Carmel, el Coll | la Teixonera i Vall d'Hebron, que enllaça amb la línia 3.

### Projecte inicial: Línia II

Projecte original de la línia II (en lila) entre Paral·lel i Horta, segons Pla de Metros 1966 i Teixonera, segons Pla de Metros 1971.

El tram entre la Sagrera i Horta va ser projectat per Ferrocarril Metropolità de Barcelona a la dècada de 1950 com a part de la línia II, que havia d'unir els barris d'Horta i de l'antic municipi de Sant Andreu de Palomar amb el centre de la ciutat, arribant a Paral·lel.
L'any 1955 es van iniciar les obres i el 1959 entrava en servei el tram la Sagrera i Vilapicina. El 1967 es perllongava amb una estació arribant a Horta.

#### Pionera en l'automatització
En aquest tram a partir del 28 de gener de 1961 van començar a circular trens amb un sistema de conducció automàtica, que ja s'havia provat el mes de gener de l'any 1960. Els trens funcionaven automàticament mitjançant contactes per cèl·lules fotoelèctriques. Aquest sistema fou desenvolupat pels mateixos serveis tècnics del Metro de Barcelona i va constituir la primera aplicació mundial d'un sistema automàtic de conducció de trens en una línia de ferrocarril metropolità. El 1972, però, es va començar a utilitzar un altre sistema.
En altres xarxes s'havien dut a terme experiències similars en ramals de curta longitud i amb un sol cotxe en circulació, com a Nova York i París. Aquest sistema es va utilitzar durant set anys fins que les línies II i V es van integrar.

### Transversal Alt: Línia V

Projecte del Transversal Alt (en lila) entre Sants i Horta, segons el Pla d'Urgència de 1963.

Projecte de la línia V (en blau) entre Cornellà i Badalona, segons el Pla de Metros de 1971.

El Transversal Alt o línia Sagrera - Sants - Sant Ramon es va inaugurar el 3 de novembre de 1969 entre Collblanc (llavors Sant Ramon) i Diagonal amb la previsió que arribés posteriorment fins a la Sagrera on enllaçaria amb la línia I (L1) i la línia II (actual L5) del FMB. A Sants es va construir l'estació amb previsió de fer un enllaç amb la nova estació de ferrocarril de Barcelona-Sants prevista al Pla d'Enllaços Ferroviaris.
El 26 de juny de 1970 es van inaugurar la resta d'estacions del projecte inicial entre Verdaguer (llavors General Mola) i Camp de l'Arpa, arribant fins a la Sagrera.

#### Annexió de la línia II
El mateix dia que s'inauguraven Verdaguer, Sagrada Família, Dos de Maig i Camp de l'Arpa es feia efectiva l'annexió de la línia II a la línia V, unint Collblanc (llavors Sant Ramon) amb Horta. La mesura havia de ser provisional mentre no es construïa el tram entre Paral·lel (llavors anomenada Poble Sec) i Sagrada Família de la línia II.
L'annexió de la línia II es va produir per connectar la zona nord amb el centre de Barcelona a través de la línia V; mentrestant el 1968 s'adjudicaven les obres del túnel Paral·lel - Sagrada Família i un any més tard començaven les obres promogudes per l'Ajuntament de Barcelona i el Ministerio de Transportes, Turismo y Comunicaciones (MTTC). Les obres van estar parades mesos després de topar amb un bloc de pedra de l'antiga muralla que en va desviar el traçat, i el 1973 es van paralitzar les obres quan ja s'havia perforat el túnel, però sense haver acabat l'obra per falta de diners.
A causa de l'annexió de la línia II a la línia V, una estació entre Sant Pau | Dos de Maig i Sagrada Família no va arribar a inaugurar-se. Aquesta, anomenada Gaudí, va ser construïda segons les previsions inicials, però a l'incorporar-se la línia II a la V, l'estació de Sagrada Família hi quedava massa a prop. Tot i restar en desús, és una de les millors conservades de les estacions fantasma: l'Ajuntament de Barcelona l'ha utilitzat per fer estudis estadístics de pas de trens, i també s'hi han gravat anuncis.

#### El tram a Horta esdevé definitiu

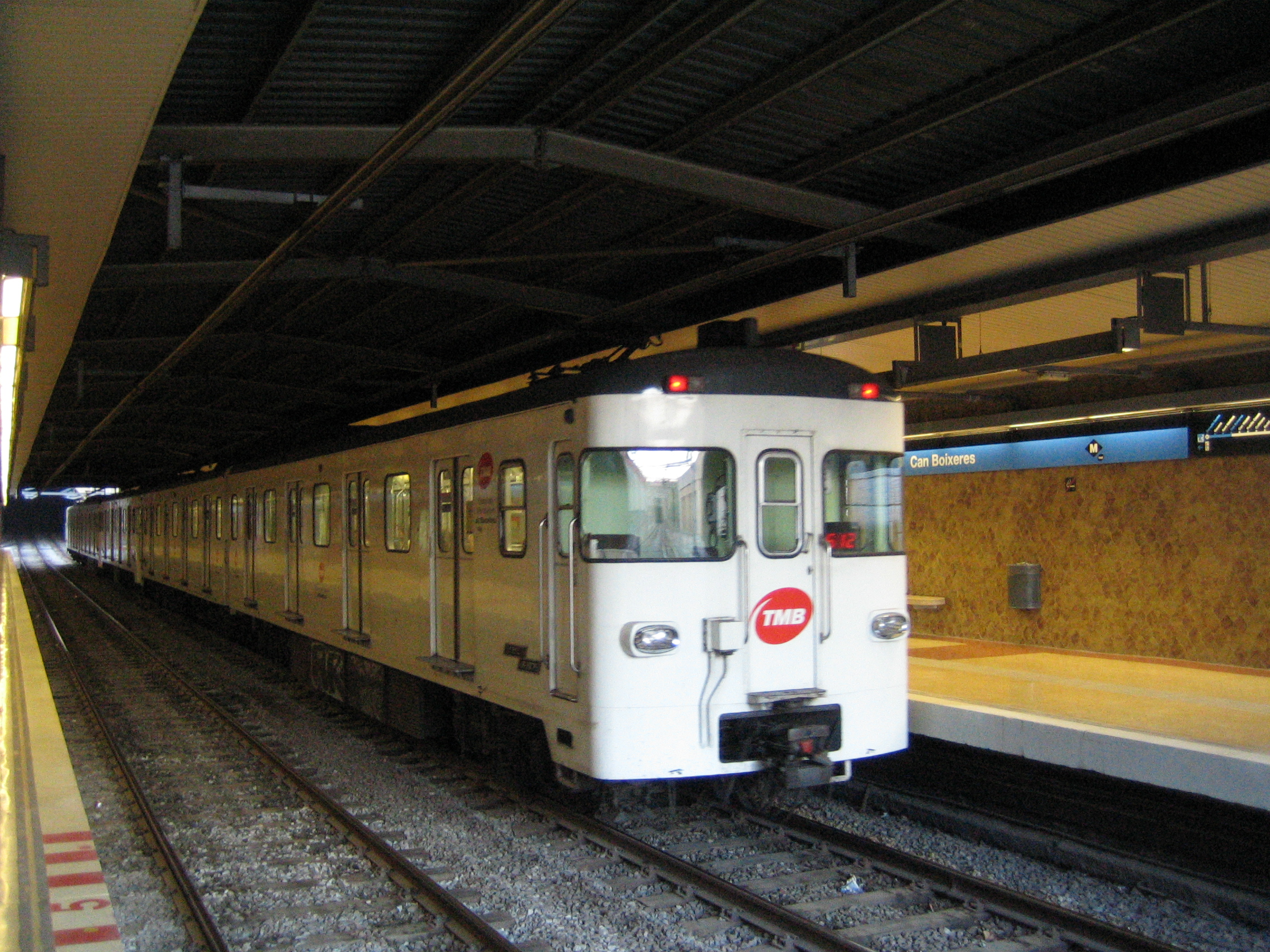
El 1973 arribà a l'Hospitalet (Pubilla Cases),el 1976 a Cornellà (Sant Ildefons) i el 1983 fins a l'estació de ferrocarril.

L'annexió de 1970 no va alterar inicialment els projectes successius. El Pla de Metros de 1974 preveia dur la línia II fins a Paral·lel i com el del 1971 i 1966 preveia dur la línia V a la Verneda i posteriorment al Pomar (Badalona). Es projectava una línia Paral·lel-Taxonera i una altra Cornellà-Pomar.
Mentrestant el 1977 ja s'havien iniciat les obres del tram entre la Pau i Pep Ventura per fer arribar la línia V a Badalona, que esdevindria part de la línia IV quan es va obrir el 1985 i posteriorment de la línia 2. Aquest projecte de la línia V estava incomplet, ja que encara estava en fase de projecte el tram entre Sagrada Família i la Pau i es preveia el perllongament de 3,6 km i quatre estacions des de Pep Ventura fins al barri de Pomar.
El Pla de Metros de 1984 va canviar les configuracions previstes en els anteriors plans, tot projectant la xarxa tal com la coneixem avui dia, és a dir, connectant el nou tram la Pau - Pep Ventura amb la línia 4 provisionalment fins a l'obertura de la línia 2. Alhora deixava l'annexió de la línia II, que havia de ser provisional, com definitiva,. A més, d'aquesta forma s'evitava haver d'aixecar la plaça de Gaudí.

### Extensió a l'Hospitalet i Cornellà
La línia V inicia el perllongament metropolità cap el Llobregat. El 1973 arribà a l'Hospitalet amb la nova estació de Pubilla Cases. Nova extensió tres anys més tard, el 1976 s'inauguren tres noves estacions: dues més a l'Hospitalet (Can Vidalet i Can Boixeres) i una més arribant a Cornellà (Sant Ildefons). Finalment el 1983 s'hi afegeixen Gavarra i Cornellà Centre suposant el perllongament fins l'estació de ferrocarril de Cornellà.

### Ampliació Horta - Vall d'Hebron

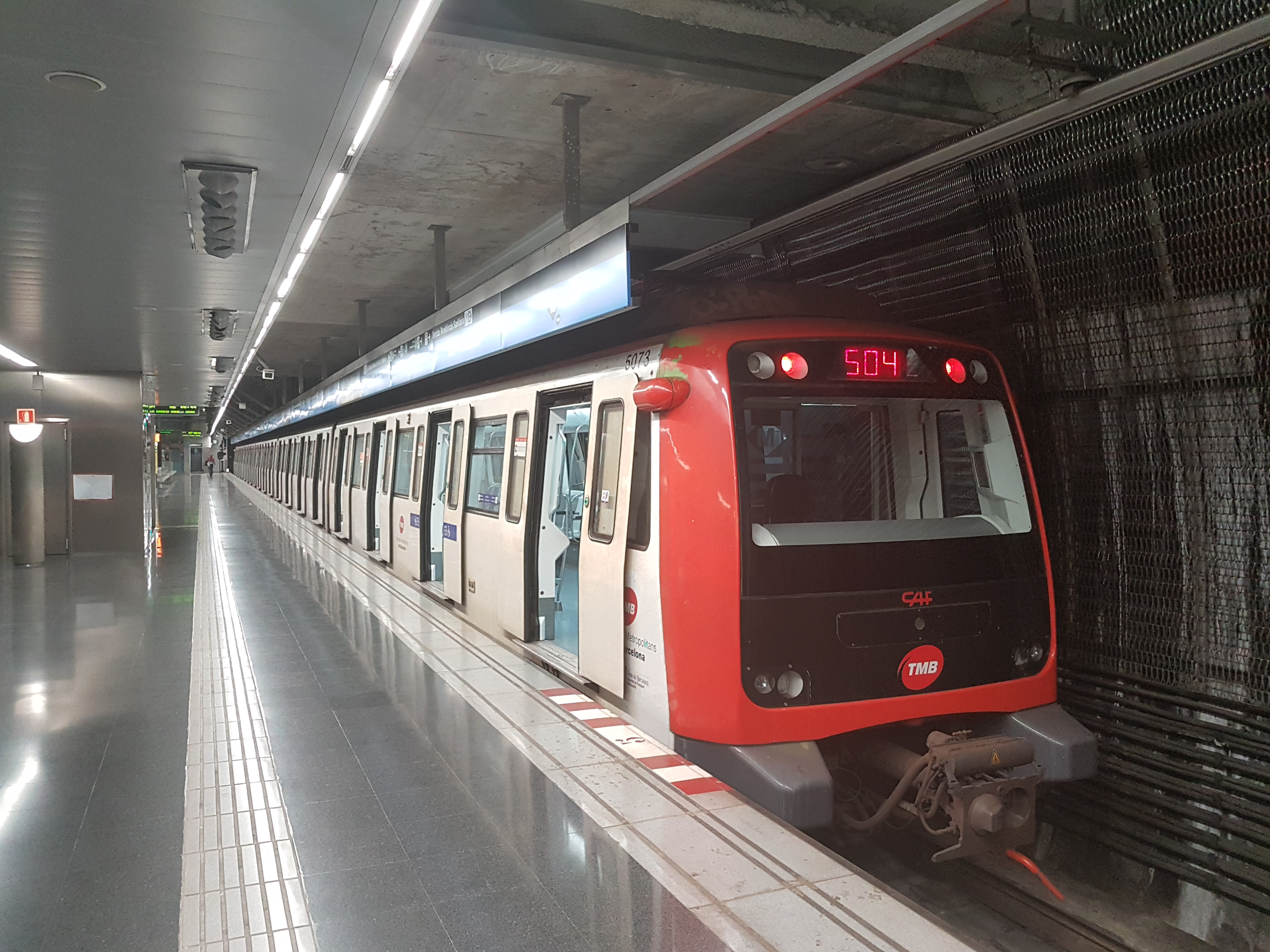
El tram entre Horta i la Vall d'Hebron es va obrir el 2010.

L'ampliació des de l'estació d'Horta a Vall d'Hebron ja es recollia en el Pla d'Urgència de 1963, com també el perllongament entre Vilapicina i Horta que encara no s'havia construït. En el pla següent, de 1966, se suprimeix el perllongament fins a Vall d'Hebron, però amb el Pla de Metros de 1971 es canvia el projecte de 1963 per un traçat més sinuós amb un perllongament de dues estacions i que finalitza a Taxonera (la Teixonera). Modernament es recuperaria el projecte original per enllaçar les línies L5 i L3 a Vall d'Hebron.
Aquesta és l'última ampliació de la línia, inaugurada el 30 de juliol del 2010, i dona servei a uns 30.000 usuaris amb tres estacions. Tot i la posada en funcionament de només tres parades (El Carmel, el Coll | la Teixonera i Vall d'Hebron) les obres han durat gairebé vuit anys.
L'any 2002 es va col·locar la primera pedra de les obres, amb la previsió inicial que la posada en funcionament del perllongament fos l'any 2006, però es va endarrerir pel col·lapse que va provocar diversos esvorancs, entre ells la desaparició del garatge del carrer de Calafell 12, que va obligar a refer el projecte. Les obres no es van reprendre fins al març de l'any 2007 i la nova cua de maniobres es va situar als voltants de les cotxeres de Sant Genís. Es va substituir el mètode austríac de perforació pel d'avançament i enderroc. La causa de l'esfrondrament va ser la presència d'una falla no prevista en el projecte constructiu.

#### Esfondrament del Carmel
El 25 de gener del 2005 hi va haver un primer despreniment a les obres en un túnel de maniobres situat al barri del Carmel. Aquest primer esdeveniment va provocar el desallotjament de 1057 persones de 84 blocs de pisos del voltant del carrer de Calafell de Barcelona. Posteriorment, el dia 27 de gener, hi va haver el col·lapse principal que va provocar la desaparició del garatge del carrer de Calafell 12 en un esvoranc de 18 metres de diàmetre i 35 de profunditat. Es va enderrocar l'edifici del número 10 que havia quedat molt danyat i més tard tres immobles més.
Com a conseqüència va esclatar una greu crisi política i social. A més, l'esfondrament va provocar l'endarreriment general de totes les obres ferroviàries que s'estaven executant a la ciutat de Barcelona. Es va constituir la plataforma de l'AVE pel litoral per evitar la construcció del túnel de Provença, per exemple. L'esfondrament va provocar la paralització total de les obres de la línia 5. Els projectes van haver de ser revisats i de retruc se'n van veure afectades les obres d'ampliació de la L3 i sobretot de la L9.

## Ampliacions
Ja finalitzada l'última ampliació de tres estacions, entre Horta i Vall d'Hebron prevista als PDI 2001-2010 i PDI 2009-2018, el 25 de juliol de 2021 va a posar-se en funcionament l'estació d'Ernest Lluch, entre Pubilla Cases i Collblanc.